# Memphis, Egipt
Memphis (lângă actualul oraș Mit-Rahineh, la sud de Cairo), a fost capitala primului nume al Egiptului de Jos și a Regatului Vechi al Egiptului antic de la fondarea acestuia până în jurul anului 1300 î.H. Numele în egipteană a fost Ineb Hedj ("Peretele alb"). Numele "Memphis" provine din defomarea numelui egiptean al piramidei lui Pepi I (a VI-a dinastie egipteană) Men-nefer.
Orașul a fost întemeiat in jurul secolului XXXII î.C. de Menes din Tanis, care a unit cele două regate ale Egiptului. Memphis a atins apogeul în timpul celei de a VII-a dinastii, ca centru al cultului zeului Ptah. A trecut apoi printr-o perioadă de declin după cea de a XVIII-a dinastie Egipteană datorată ridicării Thebei fiind revitalizată apoi sub dominația persană, menținându-se mai târziu pe un ferm loc doi, odată cu ridicarea Alexandriei până în 641 d.C. prin întemeierea orașului Al Fustat. Memphis a fost în majoritate abandonat și a devenit sursă de piatră pentru așezările învecinate.
Ruinele templelor lui Ptah și Apis au fost descoperite în acest sit, precum și câteva statui, inclusiv două din alabastru de câte 4 m înălțime ale lui Ramses al II-lea.
După Tertius Chandler, Memphis a fost cel mai mare oraș din lume, de la întemeiere până în jurul secolului XXIII î.C. și între 1557-1400 î.C. cu o populație de peste 30.000 locuitori  Arhivat în 18 august 2016, la Wayback Machine..
Istoricul grec Manetho făcea referire la Memphis ca Hi-Ku-P'tah ("Locul lui Ptah"), ceea ce transcris în greacă era Aί γυ πτoς (Ai-gu-ptos), dându-ne latinescul AEGYPTVS din care a derivat Egipt.
În Biblie Memphis a fost numit Moph sau Noph.
Piramidele din Gizeh și orașul antic Memphis sunt înscrise pe lista patrimoniului mondial UNESCO.

## Galerie de imagini

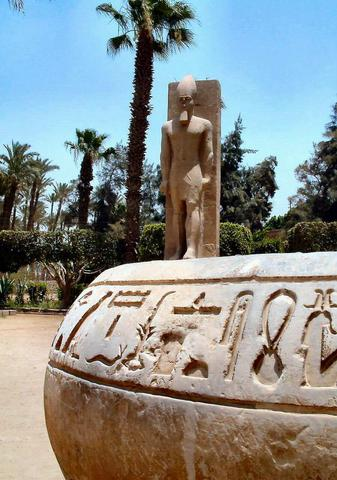
Hieroglife în Memphis și o statuie a lui Ramses II
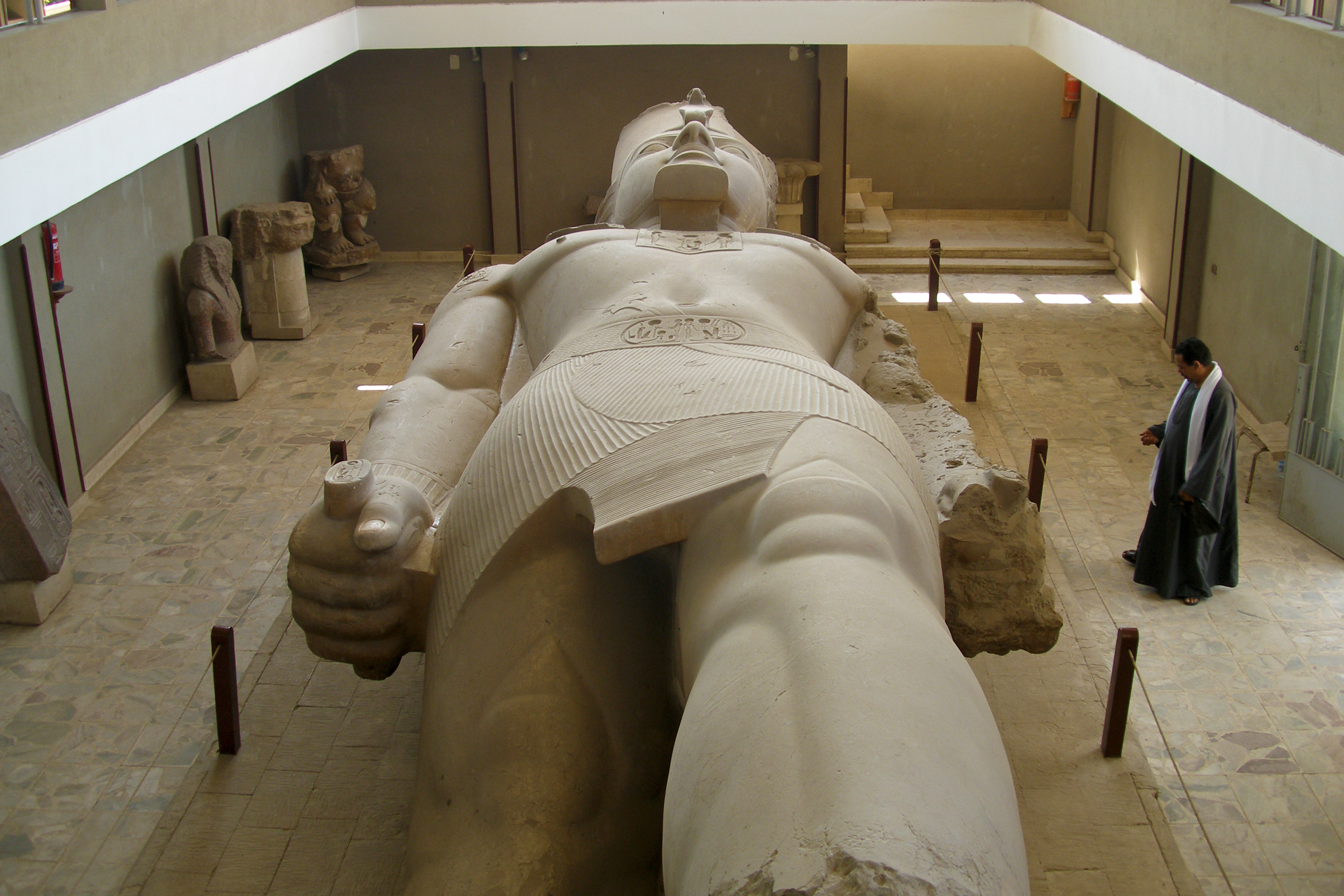
Statuie a lui Ramses al II-lea